# Addi Akhor
Addi Akhor is een stuwmeer in de Inderta woreda van Tigray in Ethiopië. De aarden dam werd gebouwd in 1998 door SAERT.

## Eigenschappen van de dam
- Hoogte: 18 meter
- Lengte: 210 meter
- Breedte van de overloop: 1,3 meter

## Capaciteit
- Oorspronkelijke capaciteit: 510 777 m³
- Ruimte voor sedimentopslag: 6008 m³
- Oppervlakte: 8,19 ha

In 2002, werd de levensverwachting (de periode tot opvulling met sediment) van het stuwmeer geschat op 30 jaar.

## Irrigatie
- Gepland irrigatiegebied: 30 ha
- Effectief irrigatiegebied in 2002: 20 ha

## Omgeving
Het stroomgebied van het reservoir is 2,75 km² groot. Het reservoir ondergaat snelle sedimentafzetting. De gesteenten in het bekken zijn Antalo Kalksteen en Doleriet van Mekelle. Een deel van het water gaat verloren door insijpeling; een positief neveneffect hiervan is dat dit bijdraagt tot het grondwaterpeil.